# 新疆维吾尔自治区妇女联合会
新疆维吾尔自治区妇女联合会，简称新疆维吾尔自治区妇联，是中华人民共和国新疆维吾尔自治区妇女儿童工作者组成的人民团体，是中华全国妇女联合会的地方组织，接受中国共产党新疆维吾尔自治区委员会的领导。其最高权力机构是新疆维吾尔自治区妇女代表大会。